# Thi kendes for ret
Thi kendes for ret er en propagandafilm instrueret af Mogens Skot-Hansen efter eget manuskript.

## Handling
I en lille spøgefuld historie fortælles, hvordan det kunne - eller burde - gå, hvis man ikke har det rette samfundssind - specielt, hvis man glemte at støtte gummiindsamlingen under krigen.